# Jan Gadomski (pisarz)

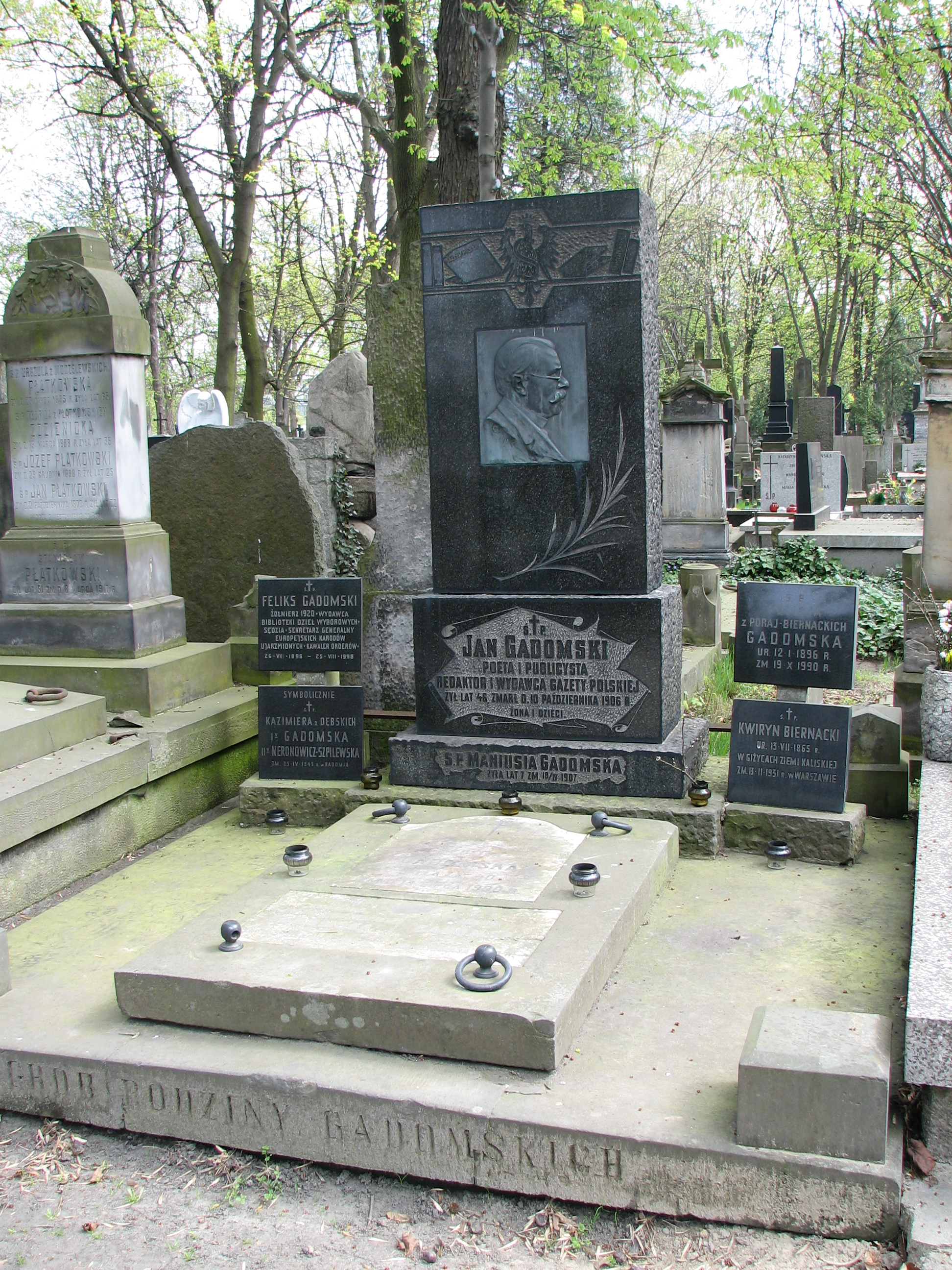
Grób Jana Gadomskiego

Jan Gadomski herbu Rola (ur. 16 maja 1859 w Warszawie, zm. 10 października 1906) – polski literat, publicysta i wydawca.

## Życiorys
Ukończył studia na Uniwersytecie Warszawskim, wspólnie z Franciszkiem Juliuszem Granowskim założył w 1878 „Bibliotekę Dzieł Wyborowych” – tygodniowe wydawnictwo książkowe pod kierunkiem literackim Zdzisława Dębickiego, w rok później objął redakcję „Gazety Polskiej”. Przyjaciel Marii Konopnickiej. Autor głośnej wówczas tragedii Larik (1886), nawiązującej do tradycji dramatu romantycznego – był to gorący sprzeciw patriotyczny przeciwko polityce ugody z zaborcą.
Był żonaty, miał dzieci. Został zamordowany przy ulicy Foksal w Warszawie, stając w obronie swojego teścia. Został pochowany na cmentarzu Powązkowskim w Warszawie (kwatera 68-6-29/30).
Ojciec prawnika, dziennikarza i działacza emigracyjnego Feliksa Gadomskiego (1898-1998).